# Simona Meiler
Simona Meiler (* 13. September 1989 in Flims) ist eine ehemalige Schweizer Snowboarderin. Sie startete in der Disziplin Snowboardcross.

## Werdegang
Meiler, die für den SC Flims startete, trat international erstmals beim Europäischen Olympischen Winter-Jugendfestival 2005 in Monthey in Erscheinung. Dort wurde sie Fünfte im Snowboardcross und gewann in der Halfpipe die Bronzemedaille. Im Snowboard-Weltcup debütierte sie zu Beginn der Saison 2005/06 in Saas-Fee und belegte dabei den 33. Platz. In der Saison 2006/07 kam sie im Europacup dreimal unter die ersten Zehn. Dabei siegte sie in Serfaus und gewann zum Saisonende die Snowboardcrosswertung. Bei den Snowboard-Weltmeisterschaften 2007 in Arosa errang sie den 17. Platz. Zu Beginn der Saison 2007/08 erreichte sie in Valle Nevado mit dem achten Platz ihre erste Top-Zehn-Platzierung im Weltcup. Im weiteren Saisonverlauf folgten drei Top-Zehn-Resultate und abschließend der 13. Rang im Snowboardcross-Weltcup. In der folgenden Saison gelangen ihr bei sieben Weltcupstarts vier Top-Zehn-Resultate und zum Saisonende der 12. Platz im Snowboardcross-Weltcup. Beim Saisonhöhepunkt den Snowboard-Weltmeisterschaften 2009 in Gangwon wurde sie Zehnte. Nach Platz 18 in Chapelco zu Beginn der Saison 2009/10 kam sie in Telluride im Weltcup erstmals aufs Podest. Es folgten vier Top-Zehn-Ergebnisse, darunter Platz zwei in La Molina. Bei ihrer ersten Olympiateilnahme 2010 in Vancouver errang sie den neunten Platz. Im April 2010 wurde sie Schweizer Meisterin im Snowboardcross. Die Saison beendete sie auf dem 15. Platz im Gesamtweltcup und auf dem fünften Rang im Snowboardcross-Weltcup. Ihr bestes Saisonresultat in der Saison 2011/12 im Weltcup, die sie auf dem 15. Platz im Snowboardcross-Weltcup beendete, war der sechste Platz im Stoneham. In der Saison 2012/13 kam sie bei sieben Weltcupstarts, viermal unter die ersten Zehn und erreichte damit den achten Platz im Snowboardcross-Weltcup. Beim Saisonhöhepunkt den Snowboard-Weltmeisterschaften 2013 im Stoneham belegte sie den 25. Platz. Im folgenden Jahr wurde sie bei den Olympischen Winterspielen 2014 in Sotschi Zehnte. In der Saison 2014/15 startete sie vorwiegend im Europacup. Dabei errang sie einmal den dritten und einmal Platz und erreichte damit den achten Platz in der Snowboardcrosswertung. Bei der Winter-Universiade 2015 in Sierra Nevada gewann sie die Bronzemedaille. In der Saison 2017/18 absolvierte sie in Veysonnaz ihren letzten Weltcup, welchen sie auf dem 13. Platz beendete und belegte bei den Olympischen Winterspielen 2018 in Pyeongchang den 22. Platz.
Meiler nahm an 66 Weltcups und kam dabei 23-mal unter die ersten Zehn.

## Teilnahmen an Weltmeisterschaften und Olympischen Winterspielen

### Olympische Spiele
- 2010 Vancouver: 9. Platz Snowboardcross
- 2014 Sotschi: 10. Platz Snowboardcross
- 2018 Pyeongchang: 22. Platz Snowboardcross

### Snowboard-Weltmeisterschaften
- 2007 Arosa: 17. Platz Snowboardcross
- 2009 Gangwon: 10. Platz Snowboardcross
- 2013 Stoneham: 25. Platz Snowboardcross

## Weltcup-Gesamtplatzierungen
| Saison  | Snowboardcross-Weltcup | Snowboardcross-Weltcup |
| Saison  | Punkte                 | Platz                  |
| ------- | ---------------------- | ---------------------- |
| 2005/06 | 19                     | 61.                    |
| 2006/07 | 580                    | 16.                    |
| 2007/08 | 1940                   | 13.                    |
| 2008/09 | 1970                   | 12.                    |
| 2009/10 | 3010                   | 5.                     |
| 2010/11 | -                      | -                      |
| 2011/12 | 1130                   | 15.                    |
| 2012/13 | 1830                   | 8.                     |
| 2013/14 | 502                    | 30.                    |
| 2014/15 | 640                    | 13.                    |
| 2015/16 | 910                    | 16.                    |
| 2016/17 | 190                    | 33.                    |
| 2017/18 | 1640                   | 17.                    |